# Emoia parkeri
Emoia parkeri este o specie de șopârle din genul Emoia, familia Scincidae, descrisă de Brown, Pernetta și Watling 1980. Conform Catalogue of Life specia Emoia parkeri nu are subspecii cunoscute.